# Virginiavaktel
Virginiavaktel (Colinus virginianus) är en fågel i familjen tofsvaktlar inom ordningen hönsfåglar. Arten förekommer naturligt i USA och Mexiko, men har inplanterats på flera platser så att självförsörjande populationer etablerats, bland annat i Frankrike. Den minskar relativt kraftigt i antal, varför IUCN kategoriserar den som nära hotad.

## Utseende och läte
Virginiavaktel är i grunden en rödbrun relativt liten hönsfågel, 24–26 centimeter i längd, fläckad och streckad i svart och vitt. Hanen har svart huvud med vitt ögonbrynsstreck och vit strupe, därav namnet. Honan har ett mer finspräckligt huvud. Spellätet är ett karakteristiskt visslande tvåstavigt "tyh tveeiit", som gett arten dess engelska namn Bobwhite.
Hanarna varierar relativt kraftigt i utseende geografiskt. I sydöstra USA har den mer svart på strupe och bröst, medan östliga fåglar har rostrött på bröstet. I Great Plains och i Texas är den gråare på ryggen. I sydvästra USA finns en avvikande och isolerad population med nästan helsvart huvud och rostrött bröst. Mycket sällsynt förekommer en färgmorf där hanen är nästan helt roströd.

## Utbredning och systematik
Virginiavaktel delas in i 21 underarter med följande utbredning:
- virginianus-gruppen
  - Colinus virginianus marilandicus – nordöstra USA (sydöstra Maine till Pennsylvania och centrala Virginia)
  - Colinus virginianus virginianus – Atlantkusten (Virginia till norra Florida och sydöstra Alabama)
  - Colinus virginianus floridanus – Floridahalvön
  - Colinus virginianus cubanensis – Kuba och Isla de la Juventud
  - Colinus virginianus mexicanus – östra Nordamerika väster om Atlantkusten till Great Plains
  - Colinus virginianus taylori – South Dakota till norra Texas, västra Missouri och nordvästra Arkansas
  - Colinus virginianus texanus – sydvästra Texas till norra Mexiko (Coahuila, Nuevo León, Tamaulipas)
  - Colinus virginianus aridus – östra Mexiko (centrala och väst-centrala Tamaulipas till sydöstra San Luis Potosí)
  - Colinus virginianus maculatus – östra Mexiko (centrala Tamaulipas till norra Veracruz och sydöstra San Luis Potosí)
- graysoni/nigripectus-gruppen
  - Colinus virginianus graysoni – väst-centrala Mexiko (södra Nayarit till Morelos, södra Hidalgo, San Luis Potosí)
  - Colinus virginianus nigripectus – östra Mexiko (Puebla, Morelos och delstaten Mexiko)
- pectoralis-gruppen
  - Colinus virginianus pectoralis – sydöstra Mexiko (östsluttningarna av bergen i centrala Veracruz)
  - Colinus virginianus godmani – lågland i sydöstra Mexiko (Veracruz)
  - Colinus virginianus minor – sydöstra Mexiko (nordöstra Chiapas och intilliggande Tabasco)
  - Colinus virginianus thayeri – södra Mexiko (nordöstra Oaxaca)
- coyolcos-gruppen
  - Colinus virginianus ridgwayi – nordvästra Mexiko (nord-centrala Sonora), utrotad i Arizona
  - Colinus virginianus atriceps – södra Mexiko (inre västra Oaxaca)
  - Colinus virginianus harrisoni – södra Mexiko (sydvästra Oaxaca)
  - Colinus virginianus coyolcos – Stillahavskusten i södra Mexiko (Oaxaca och Chiapas)
  - Colinus virginianus salvini – södra Mexiko (kusten i södra Chiapas)
  - Colinus virginianus insignis – södra Mexiko (södra Chiapas) och angränsande Guatemala

Underarterna marilandicus och mexicanus inkluderas ofta i nominatformen. Ibland urskiljs också den utdöda underarten insulanus med tidigare utbredning i Key West.
Virginiavaktel är även inplanterad i ett antal länder, på vissa platser så pass att den etablerat självförsörjande bestånd, bland annat i mellersta Frankrike och norra Italien. Den har påträffats i Sverige, men tros snarare ha härrört från förrymda fåglar snarare än fåglar från den frilevande populationen i Sydeuropa.

## Status och hot
Virginiavaktel har minskat kraftigt i antal till följd av omvandling av dess levnadsmiljö, de senaste 40 åren med hela 85 %. Internationella naturvårdsunionen IUCN kategoriserar därför arten som nära hotad. Den är fortfarande en talrik fågel, med en uppskattad världspopulation på 5,8 miljoner häckande individer.

## Namn
Arten kallas även vitstrupig vaktel, men blev tilldelat ett nytt namn av BirdLife Sveriges taxonomikommitté med anledning av att flera populationer inte har vit strupe. Denna linje följs här.

## Bildgalleri

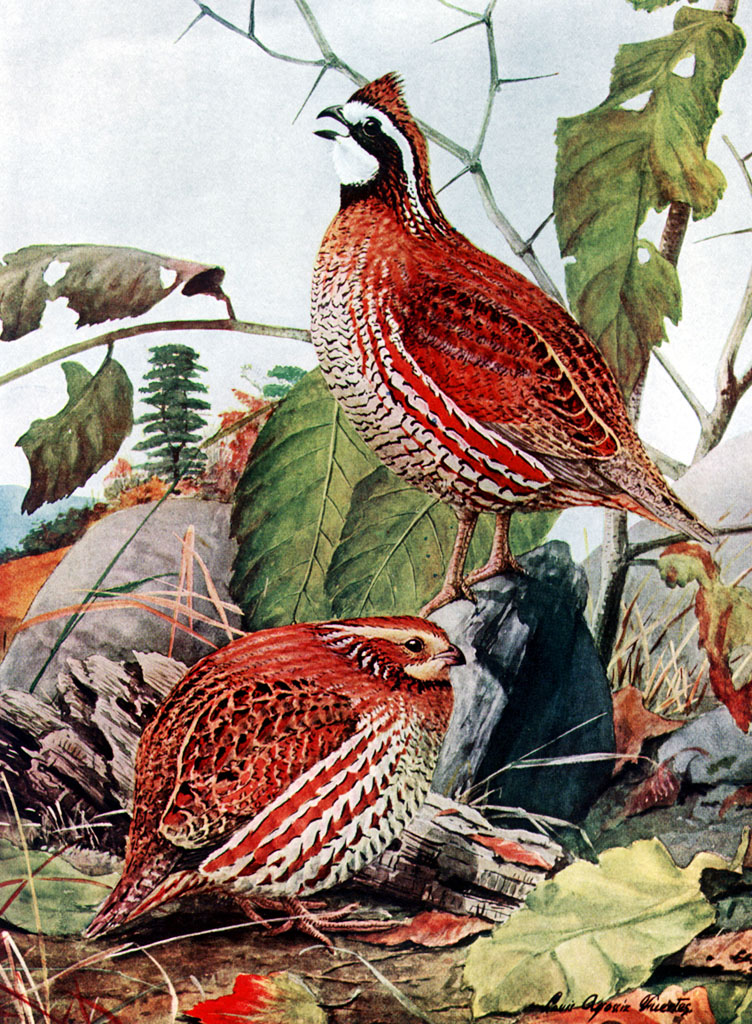
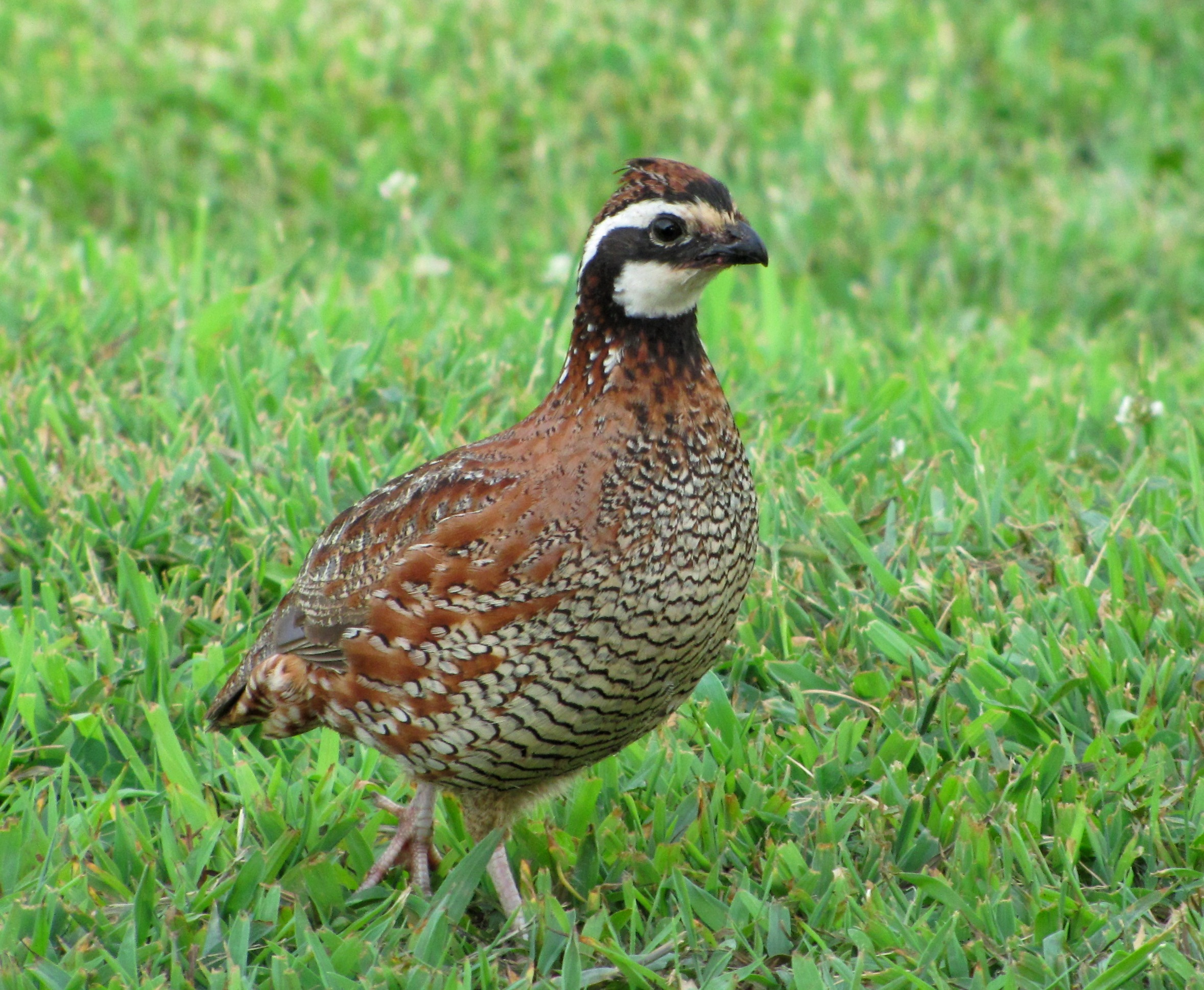
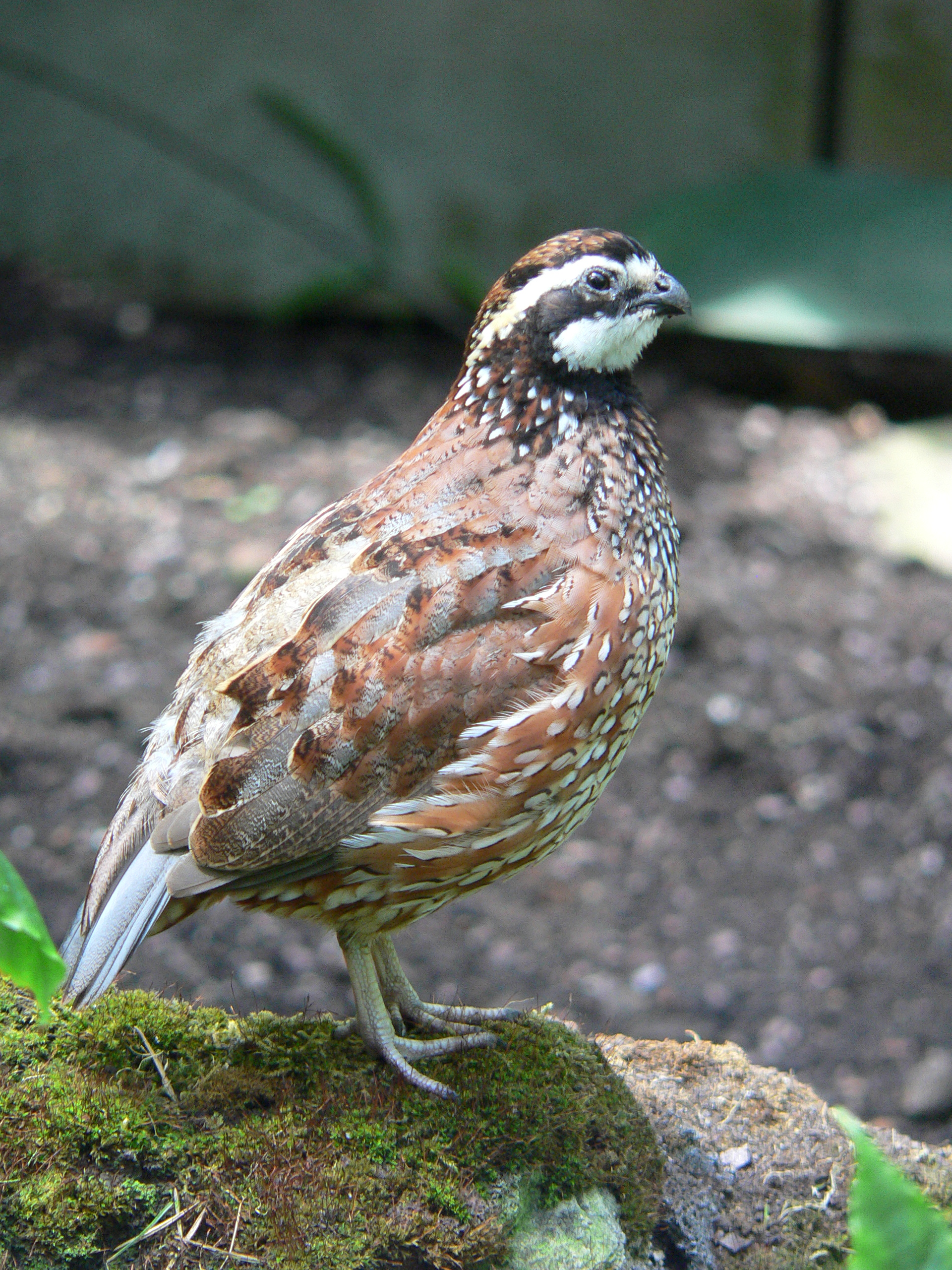
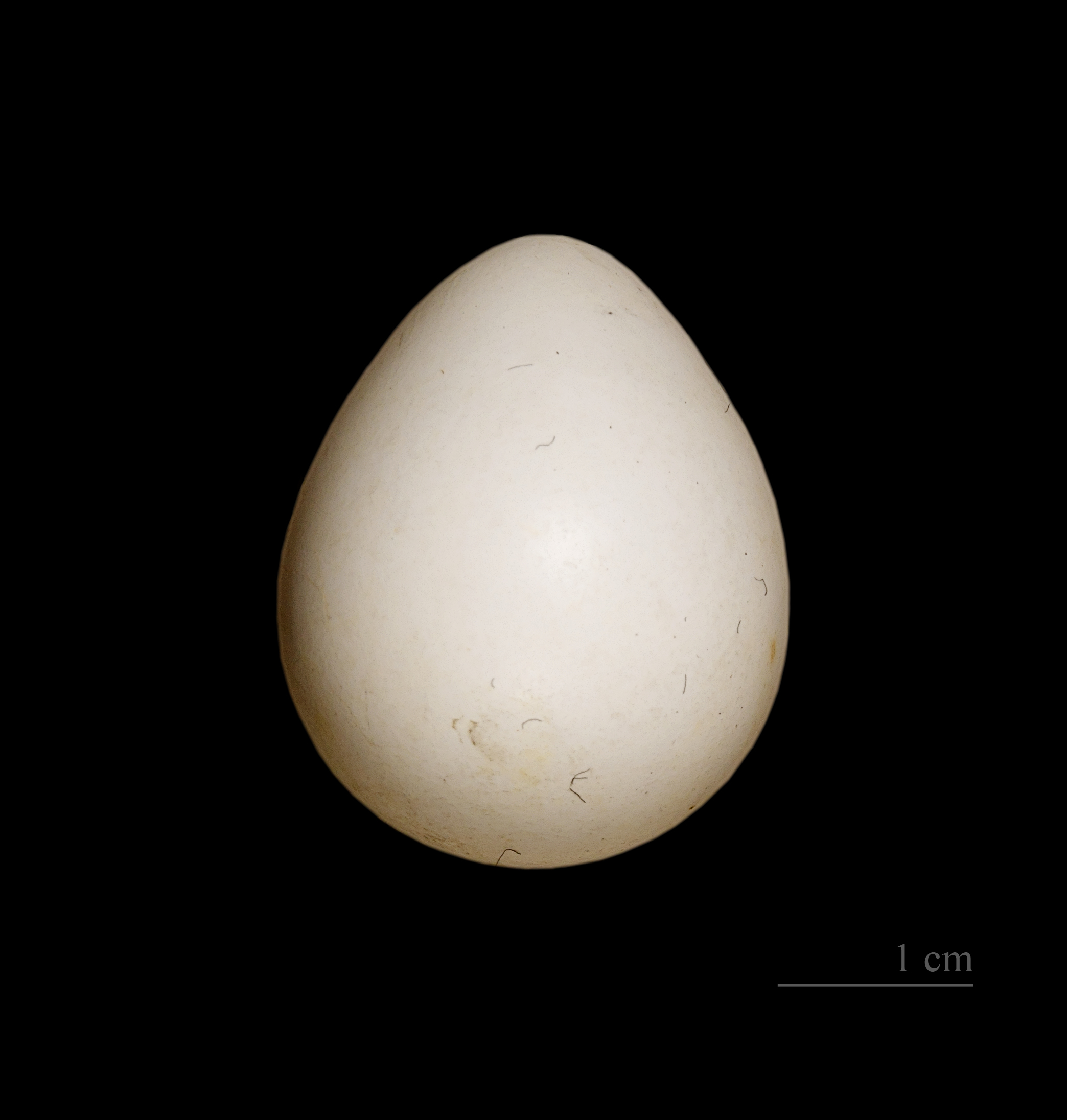